# D1 Tower
La D1 Tower (Dubaï Number One) est un gratte-ciel de Dubaï. L'immeuble mesure 284 m et comporte 80 étages.